# Tkachev (movimento)

Barra fixa

Tkachev é um dos mais famosos e executados movimentos nas barras fixas e assimétricas.
Em 1977, o soviético Alexander Vasilyevich Tkachyov, internacionalmente conhecido como Alexander Tkachev,  performou, no Campeonato Europeu, uma execução até então inédita. Na disputa da barra fixa, Alexander executou o movimento, onde o ginasta larga a barra, passa de costas por cima dela na posição carpada ou com as pernas separadas, e em seguida, pega a barra novamente. Por conta de sua execução primeira, ao movimento fora dado o nome do ginasta
Este movimento logo entrara para a Tabela de Elementos da Federação Internacional de Ginástica, local este em que permanece. Além de valor de dificuldade ser considerado, o Tkachev passou a ser executado também pelas mulheres durante as provas nas barras assimétricas.